# Benito Pérez Galdós
Benito Pérez Galdós (10 tháng 5 năm 1843 - 4 tháng 1 năm 1920) là một nhà hiện thực tiểu thuyết gia người Tây Ban Nha. Một số cơ quan chức năng xem ông chỉ đứng sau Cervantes ở tầm cỡ trong các tiểu thuyết gia Tây Ban Nha. Ông là nhân vật văn học hàng đầu trong thế kỷ 19 Tây Ban Nha.
Galdós;là một nhà văn có nhiều tác phẩm, xuất bản 31 tiểu thuyết, 46 Episodios Nacionales (National Episodes), 23 vở kịch, và một số lượng tương đương 20 tập truyện ngắn hơn, báo chí và các tác phẩm viết lách khác. Ông vẫn nổi tiếng ở Tây Ban Nha, và Galdosistas xem ông là phiên bản tương đương Tây Ban Nha của Dickens, Balzac và Tolstoy. Thời điểm năm 1950, một ít tác phẩm của ông được dịch sang tiếng Anh dù ông đã dần nổi tiếng ở thế giới nói tiếng Anh.